# Duben 2020
Toto je archivovaný článek z portálu Aktuality.
1. dubna – středa
 Posádka americké letadlové lodi USS Theodore Roosevelt byla kvůli infekci koronavirem umístěna do karantény na ostrově Guam. 
3. dubna – pátek

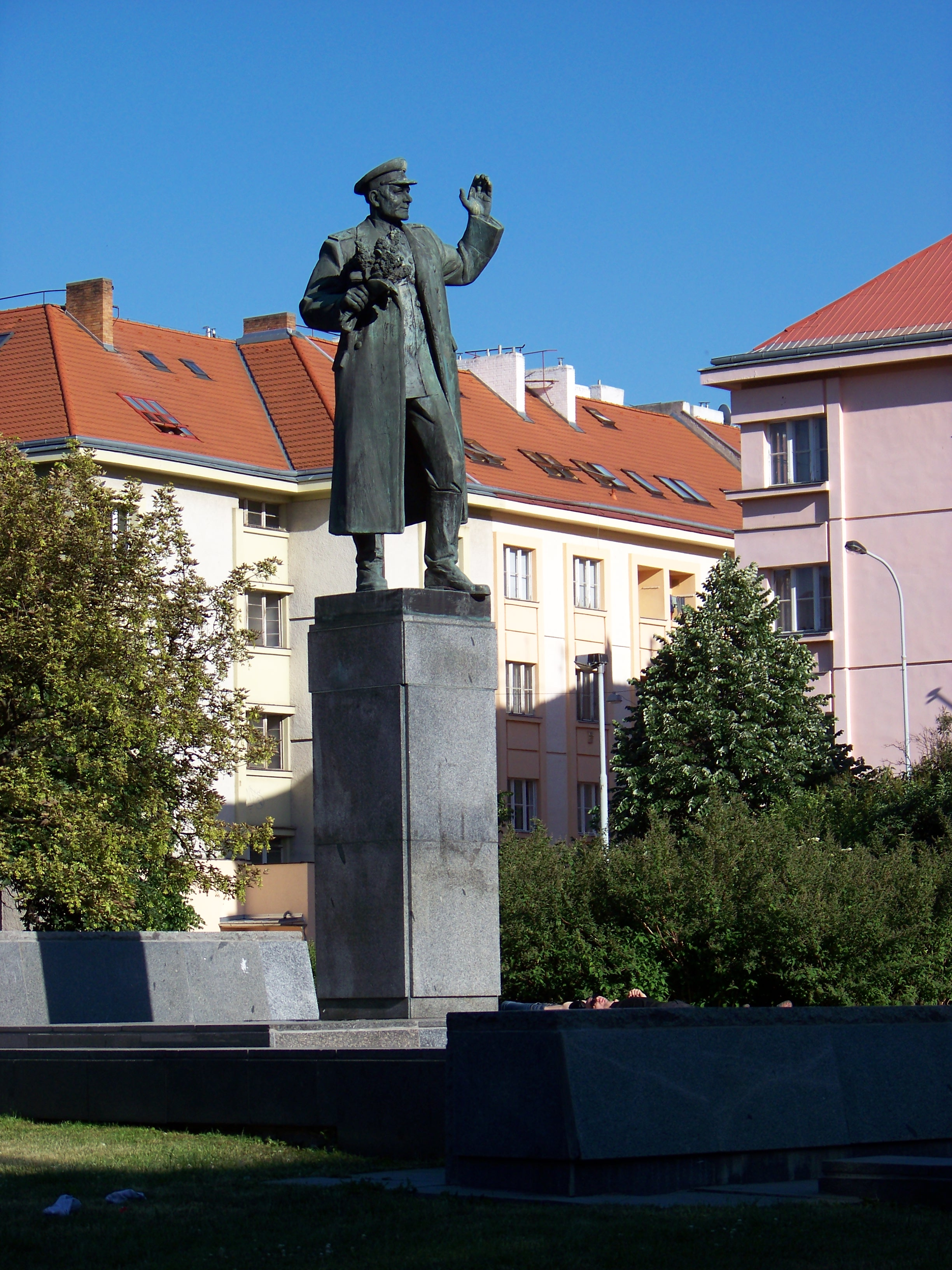
socha maršála Koněva

 Městská část Praha 6 sejmula z pomníku sochu maršála Koněva (na obrázku) a uložila ji do depozitáře. 
4. dubna – sobota
 V dubnu a květnu před 80 lety došlo ke katyňskému masakru, který si vyžádal kolem 22 tisíc mrtvých, mezi nimi i 350 Čechů a Poláků pocházejících z území dnešního Česka 
5. dubna – neděle
 Ve věku 94 let zemřela anglická herečka Honor Blackmanová, která je známá především rolí Bond girl Pussy Galore v bondovce Goldfinger. 
 Zemřel hlubinný ekolog Pentti Linkola. 
 Zoologická zahrada v newyorském Bronxu informovala o pozitivním testu samice malajského tygra Nadie na covid-19, která se zřejmě i s dalšími šelmami nakazila od svého ošetřovatele. 
6. dubna – pondělí
 Ve věku 91 let zemřela česká lékařka a zakladatelka první anesteziologicko-resuscitační kliniky v Československu Danuše Táborská. 
 Nejméně 27 lidí zemřelo, poté co cyklón Harold zasáhl tichomořské souostroví Šalomounovy ostrovy a Vanuatu.
 Ruská extrémistická a krajně nacionalistická neregistrovaná strana Jiné Rusko se přihlásila k útoku na českou ambasádu v Moskvě v reakci na předchozí odstranění Koněvovy sochy v Praze. 
 Zvláštní trestní soud odsoudil k trestu 23 let vězení Miroslava Marčeka, který se přiznal k dvojnásobné vraždě slovenského novináře Jána Kuciaka a jeho partnerky Martiny Kušnírové. 
7. dubna – úterý
 Poslanecká sněmovna PČR schválila prodloužení nouzového stavu v zemi v souvislosti s pandemií covidu-19 do 30. dubna. 
8. dubna – čtvrtek

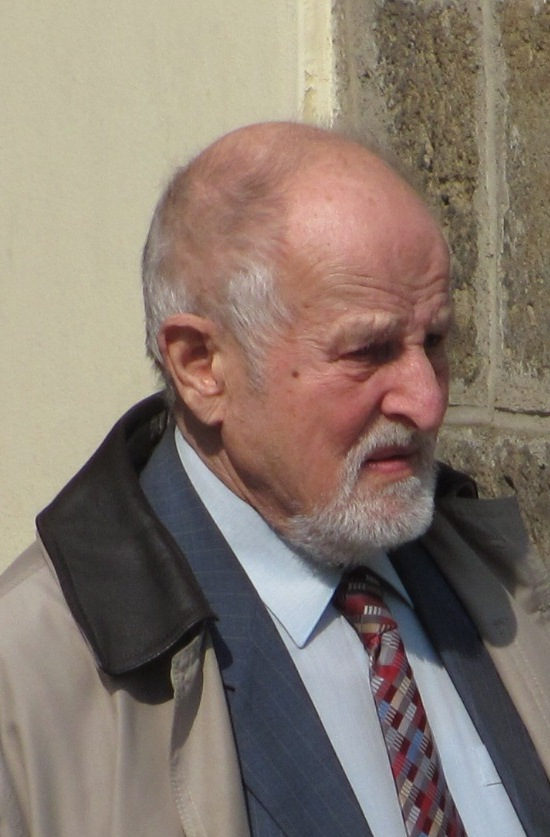
Zdeněk Jičínský

 Demokratický senátor Bernie Sanders ukončil kampaň v prezidentských primárkách. 
9. dubna – čtvrtek
 Ve věku 91 let zemřel český právník, politik a dlouholetý poslanec Zdeněk Jičínský (na obrázku). 

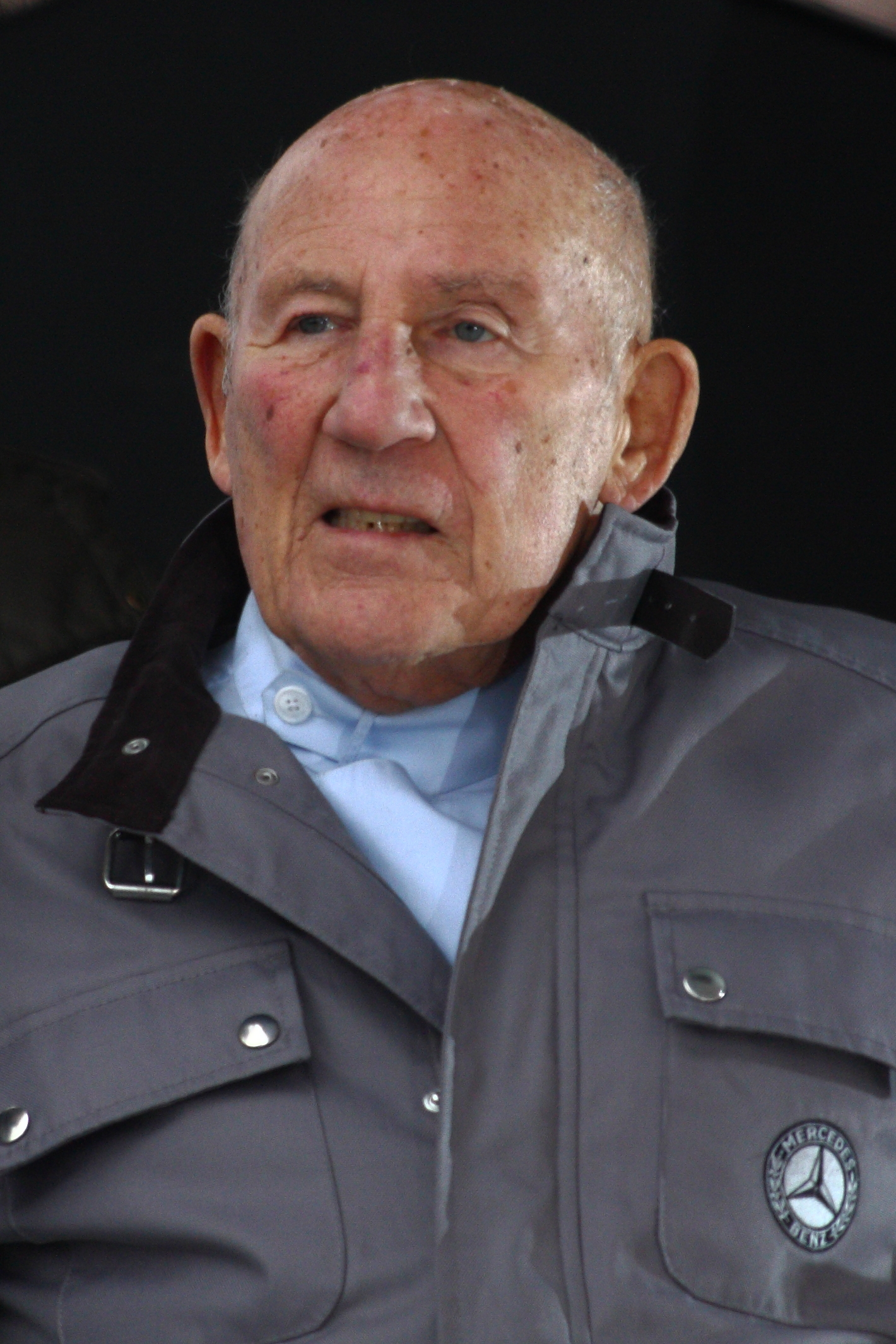
Stirling Moss

12. dubna – neděle
 Ve věku 90 let zemřel po dlouhé nemoci britský pilot formule 1 Stirling Moss (na obázku). 
13. dubna – pondělí
 Jednotky Vlády národní jednoty v Libyi dobyly město Sabráta a další sídla západně od hlavního města Tripolis k hranici s Tuniskem. 
 Lesní požár probíhající v Černobylské zóně zasáhl Pripjať a na dva kilometry se přiblížil k zařízením skladujícím vysoce radioaktivní odpad. 
15. dubna – středa
 Spojené státy americké na základě rozhodnutí prezidenta Trumpa pozastavily financování WHO. 
16. dubna – čtvrtek
 Ve věku 95 let zemřel Gene Deitch, americký režisér, producent animovaných filmů, ilustrátor a animátor, který se podílel na Tom a Jerry a Pepek námořník. 
 Ve věku 85 let zemřel Dušan Vančura, zpěvák a hudebník ze skupiny Spirituál kvintet. 
 Vladimir Putin oznámil, že vojenská přehlídka na Rudém náměstí plánovaná na 9. květen ke Dni vítězství se odkládá kvůli pandemii koronaviru. 
17. dubna – pátek
 Laureát Nobelovy ceny Luc Montagnier řekl, že SARS-CoV-2 má původ v laboratoři ve Wu-chanu. 
20. dubna – pondělí

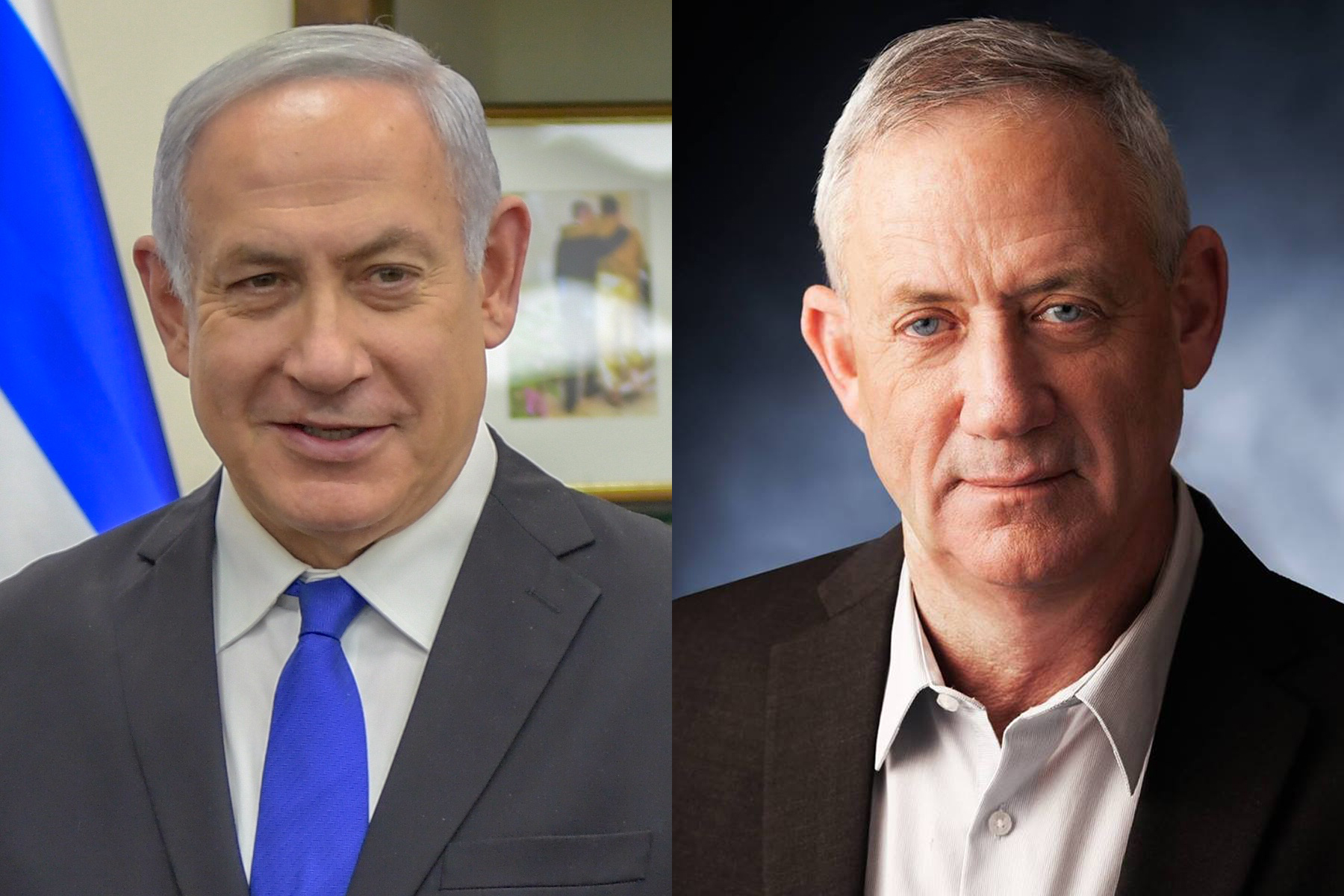
Netajahu a Gantz

 Benjamin Netanjahu ze strany Likud a Binjamin Ganc (na obrázku) z koalice Modrobílá uzavřeli dohodu o společné vládě s cílem ukončit politickou krizi a vyhnout se dalším předčasným volbám. 
 Cena severoamerické ropy se propadla do záporných hodnot. Propad je způsoben nedostatkem skladovacích kapacit v důsledku výrazného snížení poptávky. 
22. dubna – středa
 Americký prezident Donald Trump nařídil zničení všech íránských lodí, které by v Perském zálivu obtěžovaly plavidla USA. 
23. dubna – čtvrtek
 Ve věku 91 let zemřela Heda Čechová, rozhlasová a televizní hlasatelka a polistopadová poslankyně. 
26. dubna – neděle
 Extrémně dlouhodobé sucho panuje již nejméně 10 let ve středním Chile. V tomto období se srážkové úhrny pohybovaly na 20 - 45 procentech obvyklých hodnot a současný stav byl vyhodnocen jako nejhorší za posledních 1000 let. 
27. dubna – pondělí
 Čínská vláda zakázala plagiáty, napodobeniny, imitace a kopie designů zahraničních budov. 
28. dubna – úterý
 Poslanecká sněmovna Parlamentu České republiky schválila prodloužení nouzového stavu kvůli epidemii onemocnění covid-19 do 17. května. 

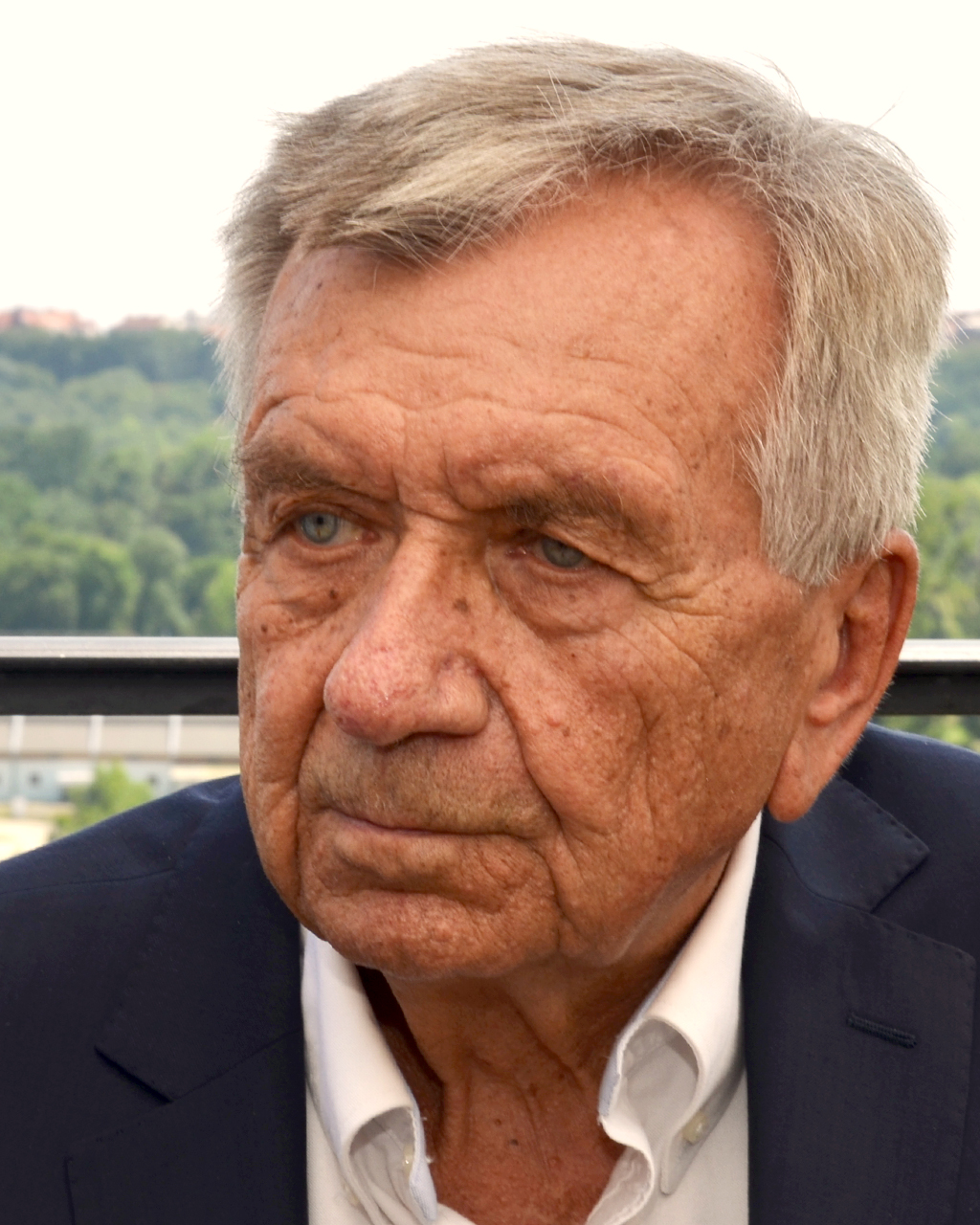
Milan Šamánek

29. dubna – středa
 Ve věku 84 let zemřela švédská spisovatelka Maj Sjöwallová, světovou proslulost získala především za sérii 10 románů o zločinu (spolu s Per Wahlöö), jsou považování za zakladatele Nordic noir a předchůdce takových autorů jako jsou Henning Mankell nebo Stieg Larsson.
 Ve věku 88 let zemřel Milan Šamánek (na obrázku), lékař, pediatr specializující se v oboru kardiologie a spoluzakladatel dětského kardiocentra v Motole. 
 Ve věku 53 let zemřel indický herec Irrfan Khan známý z filmu Milionář z chatrče. 
 Ve věku 75 let zemřel Giacomo dalla Torre 80. velmistr Maltézského řádu.
30. dubna – čtvrtek
 Německo zařadilo Íránem podporovanou radikální šíitskou skupinu Hizballáh mezi teroristické organizace a zakázalo její činnost na celém svém území. 